# Tebing Tinggi Mukai Mudik
Tebing Tinggi Mukai Mudik is een bestuurslaag in het regentschap Kerinci van de provincie Jambi, Indonesië. Tebing Tinggi Mukai Mudik telt 1493 inwoners (volkstelling 2010).